# Чувпило Олександр
Чувпило Олександр (24 січня 1988, Керч, АР Крим, Українська РСР) — український співак, лірико-драматичний тенор.

## Життєпис
Олександр Чувпило навчався в  Харківському музичному училищі імені Бориса Лятошинського за спеціальністю «теорія музики», яке закінчив у 2004 році. Потім продовжив навчання на вокальному факультеті Національної музичної академії України імені Петра Чайковського як ліричний баритон у класі професора Валерія Буймістера, яку закінчив з відзнакою у 2011 році.
З 2008 року — соліст Київського національного академічного театру оперети.
У 2005—2011 роках Олександр Чувпило неодноразово брав участь у всеукраїнських та міжнародних конкурсах вокалістів.
У 2011 році під час Міжнародного конкурсу вокалістів «Опералія» його засновник Пласідо Домінго порадив Олександрові повністю перейти на теноровий репертуар. У цьому ж році Олександр Чувпило став солістом-стажистом Національної опери України.
З 2012 року Олександр Чувпило — соліст Національної філармонії України.

## Перемоги на конкурсах
Олександр Чувпило неодноразовий лауреат і переможець всеукраїнських та міжнародних конкурсів вокалістів:
- Міжнародний конкурс вокалістів XXIV Собіновского фестивалю, 3-тя премія, Росія, Саратов (2011)[2]
- Міжнародний конкурс вокалістів імені Бюль Бюля, 1-я премія, Азербайджан, Баку (2010);
- 1-й міжнародний конкурс вокалістів пам'яті А. Нежданової, спеціальний диплом за краще виконання твору сучасного автора, Україна, Одеса (2010);[3]
- Конкурс на краще виконання творів П. І. Чайковського. Вокальний факультет Національної музичної академії України імені Петра Чайковського, Україна, Київ, перша премія (2010);
- Відкритий міжнародний фестиваль молодих вокалістів пам'яті Івана Алчевського, Україна, Алчевськ, друга премія (2007);
- Міжнародний конкурс вокалістів імені Бориса Гмирі, Україна, Дніпропетровськ, 1-я премія (2006);
- Всеукраїнський юнацький вокальний конкурс «Українське бельканто», Україна, Донецьк (2005).